# Аргемона
Арге́мона (лат. Argémone) — род травянистых растений семейства Маковые (Papaveraceae).

## История

### Применение у ацтеков
В своём фундаментальном произведении «Общая история дел Новой Испании» (1547—1577) Бернардино де Саагун, опираясь на сведения ацтеков о свойствах растений, привел различные сведения о аргемоне (Argemone mexicana L.), в частности о том, что:

Когда начинается глазная боль, будет полезно смолоть траву под названием истекаутик мишитль и приложить её вокруг глаз, или прокапать в глаза несколько капель вчерашнего или очищенного пульке, или сока из листьев черешни (вишни) мишкитль, или молока из травы или чертополоха, называющегося на местном языке чикалотль, или сока из побегов дерева мискитль. А через несколько дней прокапать несколько капель сока травы тональчичикакилитль, или молоко травы тлачинольтецмитль.

## Ботаническое описание
Травянистые растения. Листья выемчато-зубчатые, перисто-надрезаные или крупнопильчатые, часто с колючками. Цветки одиночные на концах стеблей; чашечка 2—3-листная, рано опадающая, венчик 4—6-лепестный, тычинок много, завязь обратнояйцевидная. Плод — коробочка, растрескивающаяся створками.

## Виды
По информации базы данных The Plant List, род включает 32 вида:
- Argemone aenea Ownbey
- Argemone albiflora Hornem.
- Argemone arida Rose
- Argemone arizonica Ownbey
- Argemone aurantiaca Ownbey
- Argemone brevicornuta Ownbey
- Argemone burkartii Sorarú
- Argemone chisosensis Ownbey
- Argemone corymbosa Greene
- Argemone crassifolia Ownbey
- Argemone echinata Ownbey
- Argemone fruticosa Thurber ex A.Gray
- Argemone glauca (Nutt. ex Prain) Pope
- Argemone gracilenta Greene
- Argemone grandiflora Sweet
- Argemone hispida A.Gray
- Argemone hunnemannii Otto
- Argemone mexicana L. typus — Мексиканский мак, или Аргемона мексиканская[4]
- Argemone munita Durand & Hilg.
- Argemone ochroleuca Sweet
- Argemone ownbeyana M.C.Johnst.
- Argemone platyceras Link & Otto
- Argemone pleiacantha Greene
- Argemone polyanthemos (Fedde) Ownbey
- Argemone rosea Hook.
- Argemone sanguinea Greene
- Argemone squarrosa Greene
- Argemone subalpina A.McDonald
- Argemone subfusiformis Ownbey
- Argemone subintegrifolia Ownbey
- Argemone superba Ownbey
- Argemone turnerae A.M.Powell